# Заговор историков
«Заговор историков» — теория заговора, согласно которой историки, обслуживая интересы политических элит, скрывают информацию, искажают её или уничтожают исторические источники с целью скрыть «неугодную реальность»; в рамках этой теории заговора утверждается, что политические элиты держат народные массы в невежестве с целью их эксплуатации, препятствуют народу осознать «величие его собственной истории» и через это прийти к пониманию своих «подлинных интересов», осознать свои «потенциал» и «историческую миссию».
«Скрываемое» заговорщиками событийное или культурное прошлое сторонниками теории заговора понимается исключительно как «славное», как источник символического капитала, способного повысить статус и легитимность политических требований группы, которая заявляет права на данное прошлое; утверждается, что само прошлое, «тени забытых предков», а не данная группа, диктует требования, обязывает «требовать справедливости».
Антинаучные представления развились на основе философских концепций постмодернизма, которые отрицают существование объективной истины и рассматривают результаты науки как продукт сговора учёных. В рамках псевдонауки и конспирологии утверждается, что «официальная научная парадигма» устарела, приходит эра нового знания, где «догматической науке» не будет места. «Официальная наука» изображается как орудие мирового зла, что негативно влияет на восприятие науки общественностью. Утверждается, что «официальные учёные» игнорируют или утаивают неудобные для них находки, чтобы не допустить сомнений в правильности их парадигмы.
Псевдоистория часто связана с теориями заговора. Философ Роберт Тодд Кэрролл отмечал, что сторонники псевдоисторических идей часто заявляют о существовании заговора с целью притеснений авторов (псевдоисторических) работ, мотивированного расизмом, атеизмом или этноцентризмом или противодействием их политической или религиозной программе. Историк Джозеф Эллис относит к общим характеристикам псевдоистории выстраивание произвольных связей разрозненных событий с целью создания закономерности; затем это построение обычно перерастает в теорию заговора, постулирующую существование скрытых действующих лиц, ответственных за создание и поддержание закономерности.
В среде сторонников псевдоархеологии типичной является идея, что профессиональные археологи скрывают доказательства «подлинной истории». В некоторых более крайних случаях псевдоархеологи обвиняют учёных в участии в масштабном заговоре с целью скрыть правду о подлинной истории от общественности. Когда учёные критикуют деятельность псевдоархеологов, последние видят в этом свидетельство правоты своих идей, утверждая, что таким образом участники этого «академического заговора» пытаются скрыть правду. Британский журналист и псевдоархеолог Грэм Хэнкок, автор нескольких книг о поисках затерянной цивилизации Атлантиды, утверждал, что археология представляет собой небольшую группу ограниченных единомышленников, контролирующих знание о прошлом, которое должно быть достоянием всех.
В постсоветских национальных республиках сформировалось представление об историографической травме советского периода, теории «заговора историков», согласно которой определённая этническая группа была сознательно лишена славного исторического прошлого и культуры в угоду советской интернационалистической политике.
Теория «заговора историков» популярна в современной России. По данным на 2018 год, согласно упоминаниям популярных теорий заговора в современных российских СМИ, самой популярной конспирологической теорией был «заговор историков против России». Сторонники этой конспирологии считают, что недобросовестные историки умышленно искажают и фальсифицируют факты с целью «приуменьшить величие России».
В России и других постсоветских странах присутствует идея «заговора норманистов» как часть «заговора историков». В 2009 году историк-антинорманист А. Н. Сахаров, директор Института российской истории РАН, член-корреспондент РАН и один из активных членов Комиссии по противодействию попыткам фальсификации истории в ущерб интересам России, в интервью российскому телеканалу заявил, что среди современных фальсификаций одним из самых опасных средневековых вымыслов является норманизм, который «сегодня снова поднимает голову». Он считал, что в России дует новый ветер норманизма, инспирируемый иностранными организациями и учреждениями, финансирующими «деструктивную деятельность» некоторых российских учёных и исследовательских центров.
Идея «заговора историков» включена в «Новую хронологию» А. Т. Фоменко, где имеется представление о подтасовке фактов историками, которые не могут говорить правду, поскольку они непрерывно выполняют различные социальные заказы. Последователь «Новой хронологии» социолог А. А. Зиновьев в статье для «Книжного обозрения» (1999) утверждал, что историки всех времён и народов участвуют в «глобальной фальсификации истории». По мнению историка А. Е. Петрова, несмотря на то, что фальсификация исторических источников в некоторых масштабах имеет место, постоянная эксплуатация этого тезиса придаёт «Новой хронологии» черты теории заговора.
Сторонники славянской версии арийского мифа объясняют отсутствие подтверждения своих идей в историографии конспирологическими теориями: с периода античности Запад стремился скрыть значимость славянской цивилизации и скрывал славян под различными названиями: шумеры, хетты, этруски, египтяне и др.. Утверждается, что «заговор» «официальных» западных и местных историков и археологов выполняет заказ Запада, западных или местных спецслужб. «Официальные учёные» замалчивают или скрывают от народа древность «ариев-славян-русских» и их цивилизаторскую роль, скрывают или прямо уничтожают «факты», в чем они следуют примеру христианских миссионеров. Историки изображаются «русофобами» и «сионистами»; под русофобией понимается «заговор против русского народа», выставляющий народ в «неприглядном» свете через навязывание ему таких сюжетов, как призвание варягов, хазарское и татаро-монгольское иго, отрицание древности народа и его славного «арийского» прошлого. «Подлинная» всемирная история вместе с подлинными историческими источниками скрыта в «высших жидомасонских кругах», стремящихся к «мировому господству».